# Saint-Martin-le-Bouillant
Saint-Martin-le-Bouillant település Franciaországban, Manche megyében. Lakosainak száma 312 fő (2022. január 1.). Saint-Martin-le-Bouillant La Chapelle-Cécelin, Boisyvon, Chérencé-le-Héron, Coulouvray-Boisbenâtre, Les Loges-sur-Brécey, Saint-Jean-du-Corail-des-Bois, Saint-Laurent-de-Cuves és Saint-Nicolas-des-Bois községekkel határos.

## Népesség
A település népessége az elmúlt években az alábbi módon változott:
| Lakosok száma | 422  | 339  | 303  | 287  | 311  | 316  | 318  | 327  | 333  | 312  |
|               | 1968 | 1982 | 1990 | 2006 | 2013 | 2015 | 2017 | 2019 | 2020 | 2022 |